# Semaine 22
D'après la norme ISO 8601, une semaine débute un lundi et s'achève un dimanche, et une semaine dépend d'une année lorsqu'elle place une majorité de ses sept jours dans l'année en question, soit au moins quatre. Dès lors, la semaine 22 est la semaine du vingt-deuxième jeudi de l'année. Elle suit la semaine 21 et précède la semaine 23 de la même année.
La semaine 22 est pratiquement toujours la semaine du 31 mai, sauf exceptionnellement, dans le cas d'une année bissextile commençant un jeudi.
Elle commence au plus tôt le 24 mai et au plus tard le 31 mai.
Elle se termine au plus tôt le 30 mai et au plus tard le 6 juin.

## Notations normalisées
La semaine 22 dans son ensemble est notée sous la forme W22 pour abréger.
| Jour de la semaine 22 | Notation |
| --------------------- | -------- |
| Lundi                 | W22-1    |
| Mardi                 | W22-2    |
| Mercredi              | W22-3    |
| Jeudi                 | W22-4    |
| Vendredi              | W22-5    |
| Samedi                | W22-6    |
| Dimanche              | W22-7    |

## Cas de figure
| Cas | Le 31 décembre est… | L'année est une année… | Le vingt-deuxième jeudi de l'année tombe… | La semaine 22 débute… | La semaine 22 s'achève… | Premier cas après 2008 |
| --- | ------------------- | ---------------------- | ----------------------------------------- | --------------------- | ----------------------- | ---------------------- |
| 0   | Un vendredi         | bissextile DC          | Le 27 mai                                 | Le lundi 24 mai       | Le dimanche 30 mai      | 2032                   |
| 1   | Un jeudi            | D ou ED                | Le 28 mai                                 | Le lundi 25 mai       | Le dimanche 31 mai      | 2009                   |
| 2   | Un mercredi         | E ou FE                | Le 29 mai                                 | Le lundi 26 mai       | Le dimanche 1er juin    | 2014                   |
| 3   | Un mardi            | F ou GF                | Le 30 mai                                 | Le lundi 27 mai       | Le dimanche 2 juin      | 2013                   |
| 4   | Un lundi            | G ou AG                | Le 31 mai                                 | Le lundi 28 mai       | Le dimanche 3 juin      | 2018                   |
| 5   | Un dimanche         | A ou BA                | Le 1er juin                               | Le lundi 29 mai       | Le dimanche 4 juin      | 2017                   |
| 6   | Un samedi           | B ou CB                | Le 2 juin                                 | Le lundi 30 mai       | Le dimanche 5 juin      | 2011                   |
| 7   | Un vendredi         | C                      | Le 3 juin                                 | Le lundi 31 mai       | Le dimanche 6 juin      | 2010                   |

1. 1 2 3  Dans ce cas, l'année compte une semaine 53.